# Hans Schmidt (piłkarz)
Hans Schmidt (ur. 23 grudnia 1893 w Fürth, zm. 31 stycznia 1971 tamże) – niemiecki piłkarz grający na pozycji pomocnika, reprezentant kraju, trener.
Hans Schmidt w trakcie kariery piłkarskiej zyskał pseudonim Bumbes oraz Bumbas (pseudonim miał zyskać z czasów szkolnych, kiedy podczas jednego z meczów został tak mocno trafiony przez przeciwnika, po czym publiczność krzyknęła: „Patrzcie, Mały Bąk!” (dialekt frankoński. Kleiner Bumbes). Jeden z najbardziej utytułowanych ludzi w historii niemieckiej piłki nożnej. Reprezentował barwy SpVgg Fürth (mistrzostwo Niemiec, mistrzostwo Niemiec południowych, Puchar Niemiec południowych), FC Nürnberg (trzykrotne mistrzostwo Niemiec, dwukrotne mistrzostwo Niemiec południowych, Puchar Niemiec południowych, trzykrotne mistrzostwo Bawarii).
W trakcie kariery piłkarskiej miał niezwykłą zdolność do walki i silnej woli, a także zachęcał do tego swoich kolegów z drużyny. Taką podstawę przekazywał jako trener, swoim zawodnikom jako podstawę sukcesu.
Jako trener prowadził Schwarz-Weiß Essen, Schalke Gelsenkirchen (trzykrotne mistrzostwo Niemiec, Puchar Tschammera), dwukrotnie FC Nürnberg (mistrzostwo Oberligi południowej), VfR Mannheim (mistrzostwo Niemiec), Borussię Dortmund (mistrzostwo Oberligi zachodniej), SpVgg Fürth, Jahn Regensburg, TV Pfronten oraz Bayern Kickers Norymberga.

## Kariera piłkarska

### SpVgg Fürth
Hans Schmidt przygodę z piłką nożną rozpoczął w 1906 roku. W 1910 roku rozpoczął karierę piłkarską w SpVgg Fürth, w którym grał do 1919 roku oraz łączył karierę piłkarską z pracą sprzedawcy zabawek. W latach 1911–1913 oraz w 1914 roku trenerem Koniczynek był Anglik – William Townley, który miał duży wpływ na rozwój kariery Schmidta. W sezonie 1911/1912 dzięki wygraniu rozgrywek okręgu wschodniego awansował z klubem do rundy finałowej mistrzostw Niemiec południowych, w której klub zakończył swój udział na 3. miejscu, natomiast w sezonie 1913/1914 Koniczynki mające w składzie takich zawodników jak m.in.: Karl Burger, Karl Franz, Julius Hirsch, Fritz Weicz, Georg Wellhöfer, Georg Wunderlich, zdobyły mistrzostw Niemiec południowych, dzięki czemu awansował do rundy finałowej mistrzostw Niemiec, w której Koniczynki triumfowały po wygranej 31 maja 1914 roku w finale 3:2 po dogrywce z VfB Lipsk, rozegranym na Victoria 96-Platz w Magdeburgu, a w Schmidt 138. minucie meczu dostał czerwoną kartkę (mecz trwał 160 minut), a SpVgg Fürth dzięki doskonałej technicznej grze z płaskim podaniem, stał się ulubionym klubem wielu kibiców w Cesarstwie Niemieckim, a mecz obejrzało 6 000 widzów.
William Townley został uhonorowany założycielem południowoniemieckiej szkoły, a sam Schmidt uważał go za swojego mentora, podziwiał technikę, z jaką demonstrował każde ćwiczenie. Pochodzący w Blackburn wprowadził udoskonalenia techniczne, poprawił prowadzenie piłki, umożliwił ćwiczenie kombinacji ruchów i ataków oraz wprowadził płaskie podanie gra. Wszystko to było nietypową treścią treningową dla niemieckich drużyn piłkarskich. Schmidt powiedział o nim:

W meczach treningowych pokazał nam, jak wypuścić piłkę. Zimą odbył urozmaicony trening halowy. Trenowaliśmy trzy razy w tygodniu. W tym czasie pracowałem jako sprzedawca w branży zabawkarskiej. Po godzinach pracy udałem się do Ronhof. I biegałem, żebym nie przegapił ani minuty treningu Townleya.

Schmidt uczył się także od niego treningu taktycznego, systematycznego treningu i dyscypliny niezbędnej do uprawiania sportu wyczynowego, w tym zdrowego odżywiania i stylu życia.
Po wybuchu I wojny światowej rozwój piłki nożnej został zahamowany, a Schmidt służył w 19. Bawarskim Pułku Piechoty króla Włoch – Wiktora Emanuela III w Erlangen na froncie zachodnim, a także otrzymał kilka nagród. W czasie działań wojennych zginęli klubowi koledzy Schmidta: Karl Franz, Hans Jakob, Sebastian Seidel i Fritz Weicz.
W sezonie 1917/1918 zdobył z klubem Puchar Niemiec południowych.

### TV 1860 Fürth
W 1919 roku, tuż po zakończeniu I wojny światowej, został zwolniony ze stopnia sierżanta oraz przeszedł do TV 1860 Fürth, z którym w sezonie 1920/1921 awansował do Kreisligi okręgu Bawaria Północna, w której grał przeciwko m.in.: FC Nürnberg, SpVgg Fürth. W tym okresie nastąpił przełom piłki nożnej jako sportu masowego.
Na początku Republiki Weimarskiej, w DFB odnotowano wysoki wzrost liczby piłkarzy. Przed wybuchem I wojny światowej było zarejestrowanych 190 000 piłkarzy, jednak 1 stycznia 1920 roku było zarejestrowanych 470 000 piłkarzy, a na początku 1921 roku było już zarejestrowanych 750 000 piłkarzy. W tym samym czasie niektóre kluby sportowe rozwinęły się w duże firmy liczące ponad 1 000 członków. Dopiero wprowadzenie 8-godzinnego dnia pracy w wielu rejonach 23 listopada 1918 roku oraz tzw. czystego rozwodu (podziału piłki nożnej z innymi dyscyplinami sportu w latach 1923–1924), umożliwiło bardziej hojne spędzanie wolnego czasu i przyczyniło się do znacznego rozwoju piłki nożnej.

### FC Nürnberg
W marcu 1922 roku został zawodnikiem FC Nürnberg, który w tamtym czasie należał do najlepszych niemieckich klubów piłkarskich, a Schmidt wraz z innymi zawodnikami klubu, takimi jak m.in.: Hans Kalb, Anton Kugler, Heinrich Stuhlfauth, Heinrich Träg stanowił o sile reprezentacji Niemiec oraz pracował w klubie jako karczmarz. Debiut w Der Club zaliczył 5 marca 1922 roku w meczu towarzyskim z TV 1860 Schweinau. Z powodu kontuzji nie wystąpił w dwóch meczach finałowych mistrzostw Niemiec 1922: 18 czerwca 1922 roku na Grunewaldstadion w Berlinie (2:2 p.d. – przerwany w 189. minucie z powodu ciemności) oraz 6 sierpnia 1922 roku w powtórzonym meczu na Probstheidaer Stadion w Lipsku (1:1 p.d.) z Hamburgerem SV. Tytuł początkowo przyznano drużynie Rothosen, jednak po protestach (z klubie FC Nürnberg mecz kończyło zaledwie 7 zawodników), drużyna zrzekła się tytułu i tym samym triumfatora na rok 1922 nie wyłoniono.
Jednak już w następnych meczach finałowych stanowił o sile klubu, który trzykrotne zdobył mistrzostwo Niemiec (1924 – wygrana 2:0 z Hamburgerem SV w finale rozegranym 9 czerwca 1924 roku na Deutsches Stadion w Berlinie (30 000 widzów), 1925 – wygrana 1:0 po dogrywce z FSV Frankfurt w finale rozegranym 7 czerwca 1925 roku na Waldstadion we Frankfurcie nad Menem (40 000 widzów), 1927 – wygrana 2:0 z Herthą Berlin w finale rozegranym 12 czerwca 1927 roku na Deutsches Stadion w Berlinie (50 000 widzów), w którym stoczył zacięty pojedynek z pomocnikiem Herthy Berlin – Hanne Sobekiem). Zdobył także z klubem dwukrotne mistrzostwo (1924, 1927) oraz wicemistrzostwo Niemiec południowych (1925), Puchar Niemiec południowych (1924), trzykrotne mistrzostwo (1924, 1925, 1927) oraz dwukrotne wicemistrzostwo Bawarii (1926, 1928). W klubie wraz z Hansem Kalbem oraz Carlem Rieglem tworzył jeden z najlepszych w tamtym okresie trio pomocników. Z klubu odszedł w 1928 roku po rozegraniu w nim 297 meczów (w tym 13 w meczach finałowych mistrzostw Niemiec), w których zdobył 30 goli.

### ASV Nürnberg
Następnie w sezonie 1928/1929 był grającym trenerem występującego w regionalnej lidze Bawarii Północnej ASV Nürnberg (3. miejsce), po czym zakończył piłkarską karierę.

## Kariera reprezentacyjna
Hans Schmidt w latach 1913–1926 rozegrał 16 meczów w reprezentacji Niemiec, w której zadebiutował 18 maja 1913 roku we Fryburgu Bryzgowijskim w przegranym 1:2 meczu towarzyskim z reprezentacją Szwajcarii, jednak dopiero w latach 20., kiedy został zawodnikiem FC Nürnberg, stał się ważnym zawodnikiem drużyny Die Mannschaft.
Ostatni mecz w reprezentacji Niemiec rozegrał 12 grudnia 1926 roku w Monachium w przegranym 2:3 meczu towarzyskim z reprezentacją Szwajcarii, w którym ostatni mecz w reprezentacji Niemiec rozegrał również Otto Harder. Jest najczęściej grającym zawodnikiem reprezentacji Niemiec z reprezentacją Szwajcarii.
Występował również w reprezentacji Niemiec Południowych, z którą dwukrotnie zdobył Bundespokal: w 1922 roku po wygranej w finale 7:0 z reprezentacją Niemiec Północnych, rozegranym 5 marca 1922 roku na TV-Platz w Hamburgu oraz w 1926 roku po wygranych dwóch meczach finałowych z reprezentacją Niemiec Zachodnich: 2:1 4 października 1925 roku na VfB-Stadion w Lipsku oraz 7:2 4 lipca 1926 roku na Müngersdorfer Stadion w Kolonii, a także Kampfspielpokals 1922 po wygranej 4:1 w finale w reprezentacją Niemiec Zachodnich w Berlinie.

## Kariera trenerska

### Wczesna kariera
Hans Schmidt jeszcze w trakcie kariery piłkarskiej był grającym trenerem występującego w regionalnej lidze Bawarii Północnej ASV Nürnberg w sezonie 1928/1929, w którym klub zakończył rozgrywki ligowe na 3. miejscu. W latach 1931–1933 trenował Schwarz-Weiß Essen, z którym w sezonie 1931/1932 zajął 1. miejsce w Grupie 1 Bezirksligi okręgu Zagłębia Ruhry, jednak w decydujących meczach przegrał rywalizację z Schalke Gelsenkirchen 2:4. Natomiast w sezonie 1932/1933 zajął 2. miejsce w Grupie 1 Bezirksligi okręgu Zagłębia Ruhry, mając 2 punkty straty do SVg Höntrop, ale za to zdobył Puchar Niemiec zachodnich, po wygranej 3:1 w finale z VfL Benrath (Berg/Mark).

### Schalke Gelsenkirchen
15 sierpnia 1933 roku, po zdobyciu wicemistrzostwa Niemiec (przegrana w finale 3:0 z Fortuną Düsseldorf 11 czerwca 1933 roku na Müngersdorfer Stadion w Kolonii) oraz zwolnieniu Kurta Otto z funkcji trenera Schalke Gelsenkirchen (był oskarżany o „brak opanowania drużyny”), władze klubu, którego prezesem był wówczas Fritz Unkel, zatrudniły Schmidta (uważany przez władze Schalke Gelsenkirchen za „twardego psa”) na stanowisku trenera drużyny Królewsko-Niebiesckich, która pod jego wodzą była jedną z najlepszych niemieckich drużyn piłkarskich lat 30. Pod wodzą Schmidta gra kombinacyjna Królewsko-Niebiesckich, która była oparta na pierwszorzędnej technice, była już na wysokim poziomie, a także niezbędną wytrwałość, dyscyplinę i konsekwencję. Mimo swojej „zrzędliwości” i władczego charakteru, miał autorytet wśród zawodników, a także odkrył talent zawodników, takich jak m.in.: Walter Berg, Rudolf Gellesch, Hans Klodt, Ernst Kuzorra, Ernst Poertgen, Fritz Szepan, Otto Tibulsky, Adolf Urban – reprezentanci III Rzeszy. Codzienne treningi prowadzone przez Schmidta były jak na tamte czasy bardzo profesjonalne, jego wymagania wobec zawodników, że najwyższe cele można osiągnąć tylko dzięki dyscyplinie i intensywnej pracy biegowej, opierało się na jego wieloletniej udanej praktyce, a mniej na teorii treningu i taktyki. Przypisuje mu się również rozwój zagrania pn. top spin na bardziej dokładny, szybszy i potężny. Do tej pory była to bardziej seria podwójnych podań, ale teraz stała się wyrafinowaną taktyką, rozszerzoną na trzech i czterech drugorzędnych zawodników.
Królewsko-Niebiescy pod wodzą Schmidta 5-krotnie z rzędu wygrywała rozgrywki Gauligi Westfalen (Mistrzostwo Gauligi Westfalen: 1934, 1935, 1936, 1937, 1938), dzięki czemu za każdym razem awansowała do rundy finałowej mistrzostw Niemiec, w których triumfowali trzykrotnie (1934, 1935, 1937), zdobyła wicemistrzostwo Niemiec (1938), zajęli 3. miejsce (mistrzostwach Niemiec: 1936), a także zdobyli Puchar Tschammera 1937, a także dwukrotnie dotarli do finału Pucharu Tschammera (1935, 1936).
W sezonie 1933/1934, Królewsko-Niebiescy mający w składzie takich napastników, jak: Ernst Kuzorra i Fritz Szepan, odnieśli bezapelacyjne zwycięstwo, z 9 punktami przewagi nad drugim SV Höntrop. W lidze wystąpiły również takie kluby, jak: SuS Hüsten 09, Germania Bochum, SpVgg Herten, DSC Hagen, Viktoria Recklinghausen, Preußen Münster, Sportfreunde 95 Dortmund i Arminia Bielefeld. Królewsko-Niebiescy tym samym awansowali do rundy finałowej mistrzostw Niemiec 1933/1934, gdzie w pierwszej rundzie wygrało Grupę 2 z VfL Benrath, Werderem Brema i Eimsbüttelerem TV, dzięki czemu awansowali do półfinału, w którym 17 czerwca 1934 roku wygrało 5:2 z Waldhof Mannheim, natomiast w finale rozegranym 24 czerwca 1934 roku na Poststadion w Berlinie wygrali 2:1 z FC Nürnberg po golach Fritza Szepana (87. minuta) i Ernsta Kuzorry (90. minuta), dzięki czemu zdobyli pierwsze w swojej historii mistrzostwo Niemiec. Wpływ na sukces miał wzrost jakości ofensywy klubu, o której stanowili Ernst Kalwitzki i Adolf Urban i przede wszystkim praca Schmidta, a jeden z obrońców klubu – Hans Bornemann skomentował:

Sprawił, że Schalke było twardsze, bardziej pewne siebie i bardziej pewne zwycięstwa.

Jego humor, ale także zainteresowanie ciężką codziennością robotników z Zagłębia Ruhry przyczyniły się do powstania stowarzyszenia pn. „Bumbes” Schmidt i Schalke 04, które czasopismo Fußball w 1935 roku opisał następująco:

Ma zaufanie każdego ze swoich podopiecznych […]. Rzadko „fajny facet”, którego humor i bawarski styl są bardzo popularne w Gelsenkirchen, zwłaszcza że doskonale rozumie swój zawód (i jest też najlepszym klientem Kuzorry).

.
W finale mistrzostw Niemiec 1937/1938 Królewsko-Niebiescy przegrali rywalizację z Hannoverem 96 (3:3 p.d., powtórzony mecz 3:4 p.d.), po czym Schmidt odszedł z klubu, twierdząc, że w tym klubie nie może już niczego więcej nauczyć zawodników. Według Christopha Bausenweina Schmidt był zmęczony faktem, że tylko Ernstowi Kuzorze i Fritzowi Szepanowi przypisywano zasługi dla klubu, a Schmidtowi żadnej zasługi.

### VfR Mannheim
Następnie został trenerem występującego w rozgrywkach Gauligi Baden VfR Mannheim. W sezonie 1938/1939 klub w składzie z takimi zawodnikami jak m.in.: Philipp Henninger, Anton Lutz, Philipp Rohr, Eugen Rößler, Karl Striebinger, Karl Vetter, z 30 punktami (12 zwycięstw, 6 remisów) – 8 punktów przewagi nad drugim w tabeli ligowej FC Pforzheim, wygrał rozgrywki ligowe, dzięki czemu awansował do rundy finałowej mistrzostw Niemiec 1938/1939, gdzie w pierwszej rundzie rywalami klubu w Grupie 3 byli: Admira Wiedeń (3:0, 3:8), Stuttgarter Kickers (2:3, 1:4) i SV Dessau 05 (3:1, 0:0). Klub zajął 3. miejsce w Grupie 3, tym samym kończąc swój udział w rozgrywkach. W sezonie 1939/1940, w którym klub zajął 3. miejsce w rozgrywkach ligowych, Schmidt dostał powołanie do służby wojskowej.

### FC Nürnberg
Jesienią 1941 roku został trenerem FC Nürnberg, którego w przeszłości był zawodnikiem. Sprowadził do klubu wielu zawodników, takich jak m.in.: Helmut Herbolsheimer, Adolf Knoll oraz odkrył talenty młodych zawodników, którzy wkrótce stanowili o sile klubu, takich jak m.in.: 16-letni wówczas Max Morlock zadebiutował 30 listopada 1941 roku w rozgrywkach Gauligi Bayern 1941/1942 w meczu z Wacker Monachium. W sezonie 1942/1943 z kompletem 40 punktów oraz z bilansem goli: 125:17 zdobył mistrzostwo Gauligi Nordbayern, mając 8 punktów przewagi nad drugim FC Schweinfurt 05 oraz 11 punktów nad trzecim SpVgg Fürth, dzięki czemu awansował do rundy finałowej mistrzostw Niemiec 1942/1943, gdzie w pierwszej rundzie rywalem był mistrz Gauligi Baden, poprzedni klub Schmidta – VfR Mannheim, z którym Der Club 2 maja 1943 roku przegrał u siebie 1:3, tym samym kończąc swój udział w rozgrywkach. W sezonie 1943/1944 Der Club z 28 punktami (13 zwycięstw, 2 remisy, 3 porażki) oraz z bilansem goli: 85:23, mając 3 punkty przewagi nad FC Bamberg (wygrana u siebie 12:1) obronił tytuł mistrzowski. Jak później w listach Schmidt narzekał na podróże na mecze wyjazdowe, które według niego były coraz barziej uciążliwe: „Wycieczka do Schweinfurtu sprawiła więcej trudności niż zwykła wycieczka gościnna po połowie Niemiec”. W rundzie finałowej mistrzostw Niemiec 1943/1944, po wygranych z NSTG Brüx (8:0) w pierwszej rundzie, z VfR Mannheim (3:2) w 1/8 finału, z KSG Saarbrücken (5:1) w ćwierćfinale, awansował do półfinału, w którym 4 czerwca 1944 roku na Mitteldeutsche Kampfbahn w Erfurcie przegrał z obrońcą tytułu, który później ten tytuł obronił – Dresdner SC 1:3, w związku z czym Der Club został przydzielony do meczu 3. miejsce, gdzie ich rywalem miał być HSV Groß Born, jednak mecz zaplanowany na 17 czerwca 1944 roku z powodu rezygnacji HSV Groß Born nie odbył się. 2 lutego 1945 roku, miesiąc po kolejnym bombardowaniu w Norymbergii, odbył się ostatni mecz przed zakończeniem II wojny światowej – SpVgg Fürth. Po zakończeniu II wojny światowej Der Club był jedną z najlepszych drużyn niemieckich, o której stanowili tacy zawodnicy, jak m.in.: Robert Gebhardt, Helmut Herbolsheimer, Georg Kennemann, Max Morlock, braca Hans i Julius Uebeleinowie, Konrad Winterstein. 17 września 1945 roku na Sportpark Ronhof w Fürth w powojennych derbach w SpVgg Fürth, po raz ostatni prowadził klub, gdyż kilka dni później pod naciskiem Amerykanów z powodu członkostwa w NSDAP, odszedł z klubu.

### Po zakończeniu wojny
Następnym klubem w karierze trenerskiej Schmidta był występujący w Landeslidze okręgu Bawaria FC Bamberg. W sezonie 1945/1946 Fioletowi mieli w składzie takich zawodników, jak m.in.: Erich Herder, Ernst Luther, Hansem Schäfer z FC Nürnberg, Fritz Machat z Dresdner SC, z którymi wygrali rozgrywki ligowe, przed Jahn Regensburg i Wacker Monachium, awansując tym samym do Oberligi południowej. Odejście Fritza Machata do FC St. Pauli spowodowało osłabienie klubu, który w sezonie 1946/1947 zajął 18. miejsce w rozgrywkach ligowych, tym samym spadając do Landesligi okręgu Bawaria, po czym odszedł z klubu, jednak pozostał w Oberlidze południowej, w której w sezonie 1947/1948 trenował Schwaben Augsburg, z którym zajął 11. miejsce w tabeli ligowej, po czym odszedł z klubu.
Następnie po raz drugi został trenerem VfR Mannheim. Klub w sezonie 1948/1949 występował w podstawowym składzie: bramkarz Hermann Jöckel, obrońcy Philipp Henninger, Eugen Rößling, pomocnicy Kurt Keuerleber, Rudi Maier, Jakob Müller, napastnicy Fritz Bolleyer, Ernst Langlotz, Ernst Löttke, Kurt Stiefvater, Rudolf de la Vigne. Pięciu zawodników: Philipp Henninger, Hermann Jöckel, Ernst Langlotz, Jakob Müller oraz Rudolf de la Vigne przebywali w kanadyjskim obozie jenieckim podczas II wojny światowej, stąd mieli przezwisko Kanadyjczycy. Pierwszy mecz po powrocie Schmidta odbył się 11 września 1948 roku, w którym jego klub zremisował u siebie 3:3 z FC Nürnberg.
Dzięki programowi fitness (starty, sprinty, biegi poprawiające i wytrzymałościowe) oraz ścisłej dyscyplinie poza boiskiem (umiarkowane spożycie alkoholu, zakaz palenia, odpowiedni sen przed meczami), zdobył wicemistrzostwo Oberligi z 38 punktami (15 zwycięstw, 8 remisów, 7 porażek), mając 11 punktów straty nad triumfatorem rozgrywek – Kickers Offenbach, jednak wygrywając z takimi klubami jak m.in.: Bayern Monachium, TSV 1860 Monachium, dzięki czemu awansował do rundy finałowej mistrzostw Niemiec 1948/1949, gdzie w ćwierćfinale, rozegranym 12 czerwca 1949 roku na Waldstadion we Frankfurcie nad Menem sensacyjnie wygrał 5:0 z mistrzem Oberligi północnej – Hamburgerem SV, mającym wówczas takich zawodników jak m.in.: Edmund Adamkiewicz, Erwin Reinhardt, Heinz Spundflasche, Walter Warning, Heinz Werner, Herbert Wojtkowiak, natomiast w półfinale, rozegranym 26 czerwca 1949 roku na Glückauf-Kampfbahn w Gelsenkirchen przy 55 000 widzach wygrał 2:1 z Kickers Offenbach, który grał bez kontuzjowanego pomocnika – Horsta Buhtza, dzięki czemu awansował do finału, w którym jego rywalem był mistrz Oberligi zachodniej – Borussia Dortmund. 10 lipca 1949 roku na Neckarstadion w Stuttgarcie przy 92 000 widzów, VfR Mannheim wygrał z BVB 3:2 po dogrywce po dwóch golach Ernsta Löttke (74., 108. minuta), Ernsta Langlotza (85. minuta), sensacyjnie zdobywając mistrzostwo Niemiec.
Potem Rudolf de la Vigne powiedział o Schmidcie:

Wspaniały facet o bardzo szorstkim tonie, który znaliśmy my, wszyscy gracze Wehrmachtu. Młodsi zawodnicy później go nie zrozumieli. Przed finałem powiedział do nas: „Więc wy A… dziury, wejdźcie tam i wygrajcie! Sami opracowaliśmy taktykę, wiedzieliśmy, jak musimy grać.”.

W grudniu 1949 roku Schmidt odszedł z klubu. Następnie Schmidt wrócił do zajmującego w końcowej części tabeli Oberligi południowej 1949/1950 FC Nürnberg, jako „potrzebny zbawiciel”. Władze klubu uzasadniły tę decyzję zdolnością Bumbesa do ciężkiego treningu kondycyjnego i jego dynamiczną osobowością. Der Club ostatecznie w sezonie 1949/1950 zakończył rozgrywki ligowe na 8. miejscu w tabeli ligowej.
Natomiast sezon 1950/1951 zakończył wygraną 4:0 z BC Augsburg, już wcześniej zapewniając triumf w rozgrywkach i tym samym awans do rundy finałowej mistrzostw Niemiec 1950/1951, a najlepszym strzelcem rozgrywek został Max Morlock, który zdobył 28 goli. W rundzie finałowej mistrzostw Niemiec 1950/1951, w pierwszej rundzie rywalami klubu w Grupie 2 byli: Preußen Münster (1:2, 4:6), Hamburger SV (2:1, 4:1) i Tennis Borussia Berlin (3:2, 3:1). 10 czerwca 1951 roku Der Club wygrał u siebie 4:1 ostatni mecz rundy z Hamburgerem SV i był pewny awansu do finału, gdyż Tennis Borussia Berlin do pierwszej połowy wygrywał 2:1 z Preußen Münster, który ostatecznie wygrał mecz aż 8:2 i wygrał Grupę 2, mając tyle samo punktów, co FC Nürnberg (8 punktów), ale mając lepszy stosunek goli (1,38) od Der Club (1,31), awansował do finału, w którym 30 czerwca 1951 roku na Stadionie Olimpijskim w Berlinie przegrał 2:1 z FC Kaiserslautern, tym samym zdobywając wicemistrzostwo Niemiec. Takie rozstrzygnięcie w Grupie 2 nie zadowoliło Schmidta, który złożył protest do DFB. Protest jednak został odrzucony, a Schmidt odszedł z klubu.

### Borussia Dortmund
Następnie został trenerem występującej w Oberlidze zachodniej Borussii Dortmund. Po odejściu najlepszego zawodnika drużyny BVB – Alfreda Preißlera, odbudował formę powracającego z Schalke Gelsenkirchen Herberta Sandmanna, a także odkrył talent debiutującego w BVB Alfreda Niepieklo, który zdobył 19 goli w sezonie 1951/1952, który klub zakończył rozgrywki ligowe na 4. miejscu. W sezonie 1952/1953, w którym o sile klubu stanowili: bramkarz Heinrich Kwiatkowski oraz powracający z Preußen Münster napastnik Alfred Preißler, klub zdobył mistrzostwo Oberligi zachodniej, dzięki czemu awansowała do rundy finałowej mistrzostw Niemiec 1952/1953, w którym przeciwnikami klubu w pierwszej rundzie w Grupie 2 byli: Hamburger SV, późniejszy wicemistrz Niemiec – VfB Stuttgart oraz Union Berlin. Klub zajął 2. miejsce z 10 punktami (5 zwycięstw, 1 porażka), tyle samo co VfB Stuttgart, w związku z czym o awansie do finału decydował lepszy stosunek goli, który mieli Die Roten (2,67), natomiast BVB (2,43) i to klub trenera Georga Wurzera 21 czerwca 1953 roku na Stadionie Olimpijskim w Berlinie zagrał w finale, w którym przegrał 4:1 z FC Kaiserslautern. Jednak w następnych sezonach: 1953/1954 oraz 1954/1955 klub kończył rozgrywki ligowe odpowiednio na 5. i 4. miejscu, w związku z czym nie awansował do rundy finałowej mistrzostw Niemiec, a wkrótce odszedł z klubu. Podczas pobytu rozwinął talent zawodników, takich jak m.in.: Helmut Kapitulski, Alfred Kelbassa i Wolfgang Peters, którzy mieli duży udział w zdobyciu przez Borussię Dortmund mistrzostw Niemiec w sezonie 1955/1956 oraz 1956/1957.

### SpVgg Fürth
W 1955 roku zastąpił Wilhelma Hahnemanna na stanowisku trenera występującego w Oberlidze południowej SpVgg Fürth, w którym rozpoczynał karierę piłkarską. W sezonie 1955/1956 z powodu częstych absencji bramkarza Gerharda Geißlera (6 meczów) oraz obrońcy, reprezentanta RFN – Herberta Erhardta (16 meczów/2 gole), klub zamiast walki o najwyższe cele walczył o utrzymanie (13. miejsce w końcowej tabeli ligowej), mimo że w składzie byli pomocnicy, tacy jak m.in.: Max Appis, Richard Gottinger, Karl Mai. 1 października 1956 roku w 175. derbach frankońskich klub wygrał na wyjeździe z późniejszym triumfatorem rozgrywek – FC Nürnberg aż 7:2, a Schmidt, który nadal był kibicem FC Nürnberg, po meczu stwierdził:

Łzy stanęły. w moich oczach, jak oni grali! A ze wszystkich ludzi wygrywają idioci z Fürth!

17 lutego 1957 roku w meczu u siebie, który na żywo oglądało 26 000 widzów, SpVgg Fürth zremisował z FC Nürnberg 2:2, a po sezonie 1956/1957, w którym klub zakończył rozgrywki ligowe na 6. miejscu w tabeli ligowej, Schmidt odszedł z klubu.

### Powrót do VfR Mannheim
W sezonie 1958/1959 trenował występującego w Oberlidze południowej VfR Mannheim, zastępując Hansa Merkle'a, który przeniósł się do SSV Reutlingen. W składzie klubu byli wówczas m.in.: bramkarz Hans Benzler, napastnik Ernst-Otto Meyer (27 goli) oraz weterani, mistrzowie Niemiec 1949: szef obrony Kurt Keuerleber (z powodu problemów zdrowotnych rozegrał tylko 1 mecz ligowy), napastnicy – Ernst Langlotz (15 meczów/3 gole) i Rudolf de la Vigne (17 meczów/6 goli). Klub zakończył rozgrywki ligowe na 8. miejscu. Jednak najważniejszy mecz w sezonie 1958/1959 klub rozegrał 21 grudnia 1958 roku na Camp Nou w Barcelonie – mecz towarzyski z naszpikowaną gwiazdami hiszpańską FC Barceloną, w której wówczas grało słynne trio napastników: Evaristo, Sándor Kocsis i László Kubala. Mecz, który obejrzało 75 000 widzów, zakończył się wygraną Dumy Katalonii 3:0.
10 maja 1959 roku przegrał ostatni mecz w sezonie 1958/1959 z świeżo upieczonym triumfatorem Oberligi południowej oraz przyszłym mistrzem Niemiec – Eintrachtem Frankfurt 3:1. 31 maja 1959 roku rozegranym w Konstancji w półfinale Pucharu Niemiec południowych, wygrał 2:1 z TSV 1860 Monachium, natomiast 6 września 1959 roku na Wildparkstadion w Karlsruhe, VfR Mannheim wygrał 1:0 świeżo upieczonym mistrzem Niemiec – Eintrachtem Frankfurt w finale turnieju. Był zarazem ostatni mecz Schmidta w klubie na stanowisku trenera. Pod koniec września 1959 roku, z powodu problemów zdrowotnych, był zmuszony zrezygnować z funkcji trenera klubu, gdyż nieznana była data jego ewentualnego powrotu do pracy. Następcą Schmidta został były zawodnik klub oraz trener drużyn młodzieżowych – Philipp Rohr. VfR Mannheim do sezonu 1959/1960 przystąpiło bez trzech weteranów: Kurta Keuerlebera, Ernsta Langlotza i Rudolfa de la Vigne'a, którzy zakończyli swoje kariery.

### Ostatnie lata kariery
Ostatnie lata kariery trenerskiej spędził w klubach amatorskich, takich jak: Jahn Regensburg, TV Pfronten w Allgäu, a także w Bayernie Kickers Norymberga.

## Statystyki

### Reprezentacyjne
| Reprezentacja | Rok     | Mecze | Gole |
| ------------- | ------- | ----- | ---- |
| Niemcy        | 1913    | 1     | 0    |
| Niemcy        | 1914    | 0     | 0    |
| Niemcy        | 1915    | 0     | 0    |
| Niemcy        | 1916    | 0     | 0    |
| Niemcy        | 1917    | 0     | 0    |
| Niemcy        | 1918    | 0     | 0    |
| Niemcy        | 1919    | 0     | 0    |
| Niemcy        | 1920    | 1     | 0    |
| Niemcy        | 1921    | 0     | 0    |
| Niemcy        | 1922    | 1     | 0    |
| Niemcy        | 1923    | 3     | 0    |
| Niemcy        | 1924    | 6     | 0    |
| Niemcy        | 1925    | 1     | 0    |
| Niemcy        | 1926    | 3     | 0    |
| Łącznie       | Łącznie | 16    | 0    |

### Mecze w reprezentacji
| Lp. | Data       | Miasto               | Przeciwnik | Wynik | Turniej         | Uwagi |
| --- | ---------- | -------------------- | ---------- | ----- | --------------- | ----- |
| 1.  | 18.05.1913 | Fryburg Bryzgowijski | Szwajcaria | 1:2   | Mecz towarzyski |       |
| 2.  | 27.06.1920 | Zurych               | Szwajcaria | 1:4   | Mecz towarzyski |       |
| 3.  | 02.07.1922 | Bochum               | Węgry      | 0:0   | Mecz towarzyski |       |
| 4.  | 01.01.1923 | Mediolan             | Włochy     | 1:3   | Mecz towarzyski |       |
| 5.  | 03.06.1923 | Bazylea              | Szwajcaria | 2:1   | Mecz towarzyski |       |
| 6.  | 04.11.1923 | Hamburg              | Norwegia   | 1:0   | Mecz towarzyski |       |
| 7.  | 13.01.1924 | Norymberga           | Austria    | 4:3   | Mecz towarzyski |       |
| 8.  | 21.04.1924 | Amsterdam            | Holandia   | 1:0   | Mecz towarzyski |       |
| 9.  | 15.06.1924 | Kristiania           | Norwegia   | 2:0   | Mecz towarzyski |       |
| 10. | 21.09.1924 | Budapeszt            | Węgry      | 1:4   | Mecz towarzyski |       |
| 11. | 23.11.1924 | Duisburg             | Włochy     | 0:1   | Mecz towarzyski |       |
| 12. | 14.12.1924 | Stuttgart            | Szwajcaria | 1:1   | Mecz towarzyski |       |
| 13. | 25.10.1925 | Bazylea              | Szwajcaria | 4:0   | Mecz towarzyski |       |
| 14. | 20.06.1926 | Norymberga           | Szwecja    | 3:3   | Mecz towarzyski |       |
| 15. | 31.10.1926 | Amsterdam            | Holandia   | 3:2   | Mecz towarzyski |       |
| 16. | 12.12.1926 | Monachium            | Szwajcaria | 2:3   | Mecz towarzyski |       |

## Sukcesy

### Zawodnicze
SpVgg Fürth
- Mistrzostwo Niemiec: 1914
- 3. miejsce mistrzostw Niemiec południowych: 1912
- Mistrzostwo Niemiec południowych: 1914
- Puchar Niemiec południowych: 1918

TV 1860 Fürth
- Awans do Kreisligi okręgu Bawaria Północna: 1921

FC Nürnberg
- Mistrzostwo Niemiec: 1924, 1925, 1927
- Mistrzostwo Niemiec południowych: 1924, 1927
- Wicemistrzostwo Niemiec południowych: 1925
- Puchar Niemiec południowych: 1924
- Mistrzostwo Bawarii: 1924, 1925, 1927
- Wicemistrzostwo Bawarii: 1926, 1928

Reprezentacja Niemiec Południowych
- Bundeskopal: 1922, 1926
- Kampfspielpokals: 1922

### Trenerskie
Schwarz-Weiß Essen
- Wicemistrzostwo Zagłębia Ruhry: 1932
- Puchar Niemiec zachodnich: 1933

Schalke Gelsenkirchen
- Mistrzostwo Niemiec: 1934, 1935, 1937
- Wicemistrzostwo Niemiec: 1938
- 3. miejsce w mistrzostwach Niemiec: 1936
- Puchar Tschammera: 1937
- Finał Pucharu Tschammera: 1935, 1936
- Mistrzostwo Gauligi Westfalen: 1934, 1935, 1936, 1937, 1938

VfR Mannheim
- Mistrzostwo Gauligi Baden: 1939
- 3. miejsce w Gaulidze Baden: 1940
- Mistrzostwo Niemiec: 1949
- Pucharu Niemiec południowych: 1959

FC Nürnberg
- Mistrzostwo Gauligi Nordbayern: 1943, 1944
- Mistrzostwo Oberligi południowej: 1951

FC Bamberg
- Awans do Oberligi południowej: 1946

Borussia Dortmund
- Mistrzostwo Oberligi zachodniej: 1953

## Powiązania z nazizmem
Według wielu publikacji zatrudnienie Schmidta w Schalke Gelsenkirchen i zarazem zbudowanie potęgi klubu miało związek z dojściem do władzy przez NSDAP. Także głoszono, iż „jeśli celem było znalezienie trenera, który mógłby przekazać swoim zawodnikom ideał narodowego socjalisty, by bronić siebie i swoich bliźnich, swojej ojczyzny, ludzi i ojczyzny, to Bumbes Schmidt z pewnością jest doskonałym wyborem”. 1 maja 1937 roku, po zakończeniu sezonu 1936/1937, w którym Schalke Gelsenkirchen zdobyło krajowy dublet: mistrzostwo Niemiec i Puchar Tschammera, Schmidt wraz ze swoimi zawodnikami: Hansem Bornemannem, Ernstem Kuzorrą i Fritzem Szepanem został członkiem NSDAP.
Po zakończeniu II wojny światowej pod naciskiem Amerykanów, 17 września 1945 roku z powodu członkostwa w NSDAP wystąpił w derbach przeciwko SpVgg Fürth. Jednak według książki Lorenza Peiffera pt. Hakenkreuz und rundes Leder. Fußball im Nationalsozialismus z 2008 roku, nazwisko Schmidta nie pojawia się na liście członków NSDAP.

## Ostatnie lata życia
Hans Schmidt przez ostatnie lata swojego życia grał w wirtemberską grę w karty w kawiarni „Vaterland” – Binokel. 31 stycznia 1971 roku w swoim mieszkaniu w Fürth, został znaleziony martwy wraz ze swoją 82-letnią siostrą (podobno kran na rurze do pieczenia został przypadkowo otwarty podczas pracy kuchenki gazowej).